# Daalstraat 31

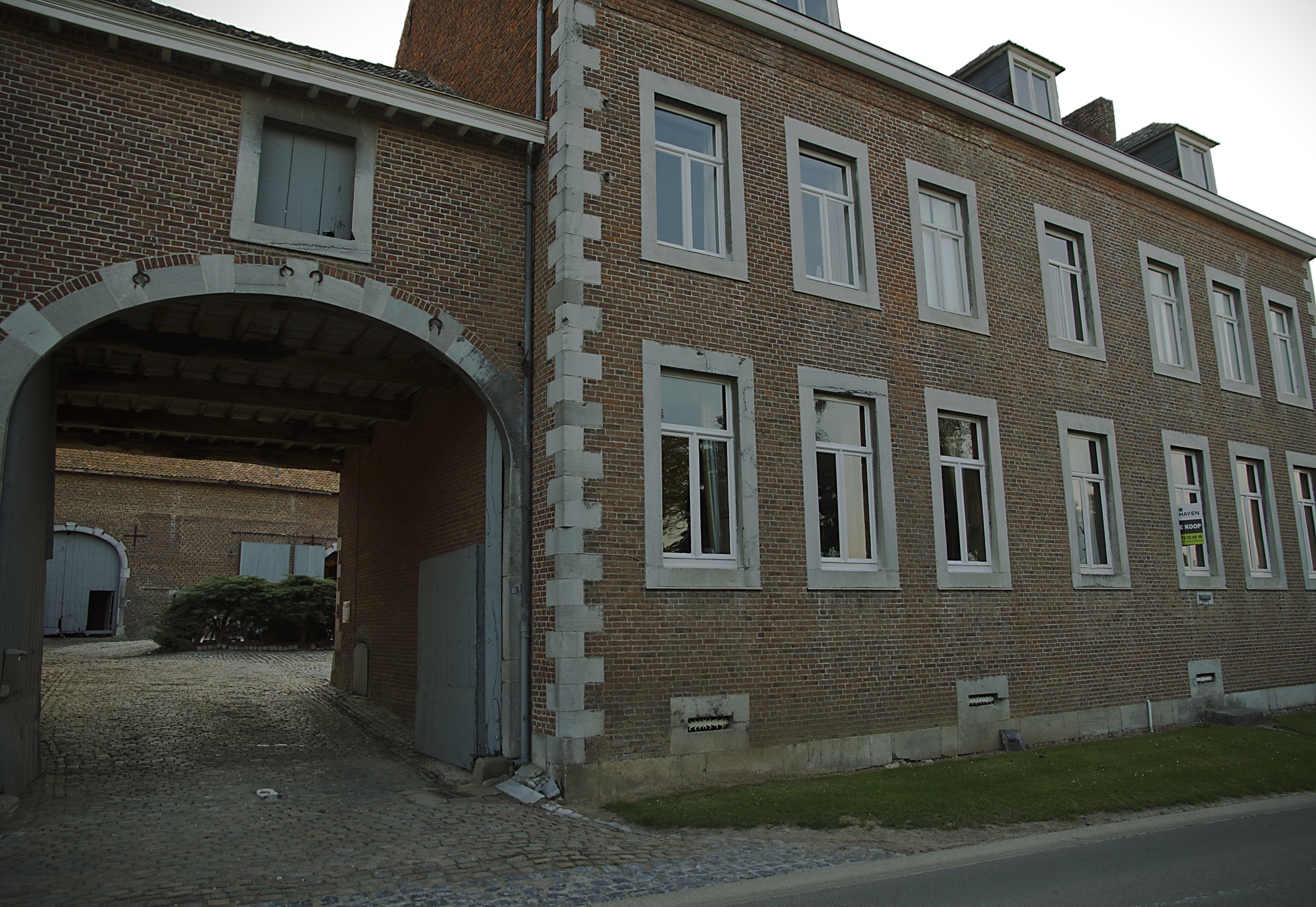
Gesloten hoeve in Klein-Gelmen

De vierkantshoeve Daalstraat 31 is een monumentale gesloten hoeve in Klein-Gelmen, gemeente Heers, naast de Onze-Lieve-Vrouw-Boodschapskerk.

## Geschiedenis
De gesloten hoeve is gelegen aan de Daalstraat 31 te Klein-Gelmen. De hoeve werd aan het einde van de 18de of begin van de 19de eeuw gebouwd. Voor de bouw stond op deze plaats een oudere hoeve genaamd 'Ferme Renaerts'. Een deel van het poortgebouw van deze hoeve is bewaard gebleven.
Aansluitend aan de hoeve is een boerenburgerhuis in laatclassicistische stijl. Daarnaast zijn er op de site ook stallen, een knechtenkwartier en een dubbele dwarsschuur.
Sinds 13 juli 2005 is de 'Gesloten hoeve en moestuinsite' geklasseerd als beschermd monument.